# Meteoryt żelazny

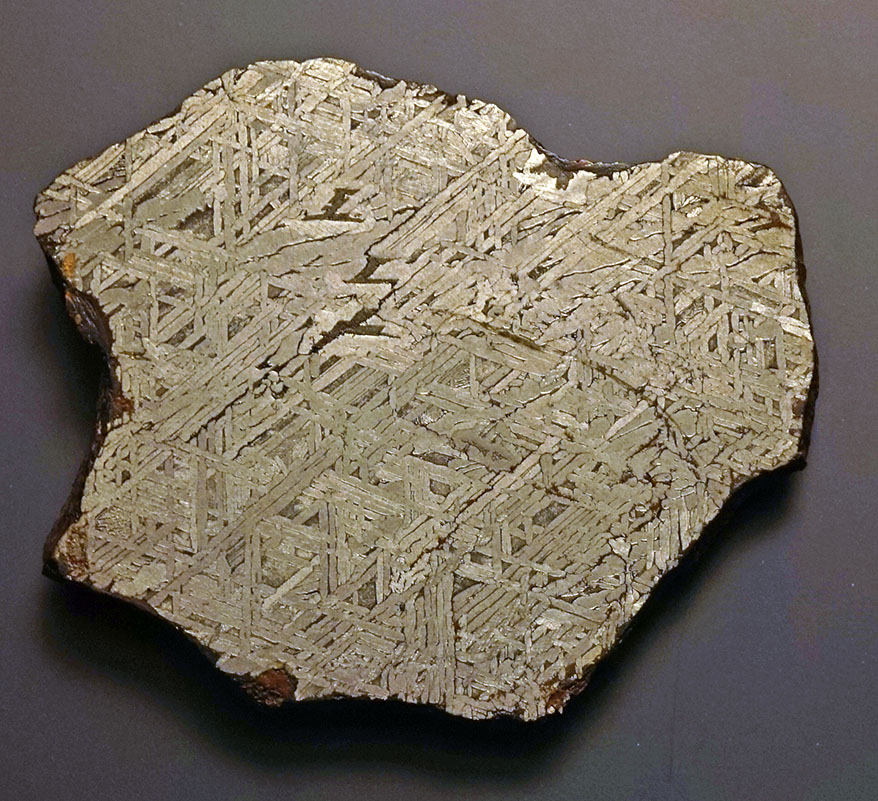
Meteoryt żelazny

Meteoryt żelazny – rodzaj meteorytu zbudowanego z metalicznego żelaza, zawierającego nikiel.
Często występujące w nich skupienia innych minerałów, najczęściej zawierają troilit, schreibersyt i rhabdit.
Meteoryty żelazne dzieli się ze względu na wielkość kryształów (strukturalnie) na:
- heksaedryty – kilkucentymetrowe kryształy
- oktaedryty – od kilkumilimetrowych do centymetrowych kryształów
- ataksyty – kryształy niedostrzegalne gołym okiem